# Wjazoweć (obwód chmielnicki)
Wjazoweć (ukr. В'язовець) – wieś na Ukrainie, w obwodzie chmielnickim, w rejonie szepetowski, w hromadzie Jampol, nad Horyniem. W 2023 roku liczyła 715 mieszkańców.